# Гашербрум II
Гашербрум II, K4 (урду گاشر برم -2; кит. трад. 加舒爾布魯木II峰, кит. упр. 加舒尔布鲁木II峰, пиньинь Jiāshū'ěrbùlǔmù Shān)— горная вершина в Каракоруме. Высота над уровнем моря — 8035 м, это тринадцатый по высоте восьмитысячник мира.
По состоянию на 2012 год на Гашербрум II было совершено более 900 успешных восхождений, среди 8-тысячников чаще покоряли только Эверест и Чо-Ойю. Гашербрум II считается одним из наименее «опасных» 8-тысячников, процент смертей при восхождении колеблется в районе 2,3 %.

## География
Вершина Гашербрум II находится в Кашмире, в контролируемых Пакистаном Северных территориях на границе с Китаем (СУАР).
Вершина расположена в Каракоруме по соседству с Хидден-пиком.
Относится к горному хребту Балторо Музтаг.
Входит в многовершинный горный массив Гашербрум.
Высота Гашербрума II 8035 м — четвёртая по высоте вершина Каракорума и тринадцатый по высоте восьмитысячник мира.
Вершина изящно очерчена, с отвесными стенами, покрыта вечным снегом.

## Этимология
Название «Гашербрум» в переводе с балти означает «Красивая (rgasha) гора (brum)».

## История восхождений
1956 год, 7 июля — первое восхождение совершили альпинисты Фриц Моравек, Ганс Вилленпарт, Зепп Ларх (Австрия).
2001 год, 21 августа — скоростное соло-восхождение на Гашербрум II от лагеря 1 (5800 м) до вершины (8035 м) за 7 часов 30 минут совершил Денис Урубко (Казахстан) и побил на 2 часа рекорд Анатолия Букреева 1997 года.
18 июля 2019 года Денис Урубко улучшил собственный рекорд, взойдя на вершину из базового лагеря за 3,5 часа без использования вспомогательного кислорода.
2011 год, 2 февраля — Денис Урубко, Симоне Моро и Кори Ричардс достигли вершины, совершив первое зимнее первовосхождение на Гашербрум II и первое зимнее восхождение на восьмитысячник в Каракоруме.